# Place Charles-Marie-Widor
La place Charles-Marie-Widor est une place du quartier de Bellecour située sur la presqu'île dans le 2e arrondissement de Lyon, en France.

## Situation et accès
La place se trouve à l'angle des rues Auguste-Comte et Sala, près de l'église Saint-François-de-Sales de Lyon. Un stationnement cyclable est disponible devant la place sur la rue Sala. Elle possède plusieurs bancs ombragés par des arbres, une aire de jeux et une borne-fontaine Bayard qui distribue de l'eau potable.

## Origine du nom
La place doit son nom à Charles-Marie Widor (1844-1937) organiste et compositeur.

## Histoire
Auparavant la place portait le nom de place Saint-François-de-Sales car contigüe à l'église Saint-François-de-Sales. Elle prend son nom actuel en 1957.